# Shenandoah (Iowa)
Pour les articles homonymes, voir Shenandoah.
La ville américaine de Shenandoah est située dans les comtés de Fremont et Page, dans l’État de l’Iowa. Elle comptait 5 150 habitants lors du recensement de 2010.

## Source
- (en) Cet article est partiellement ou en totalité issu de l’article de Wikipédia en anglais intitulé « Shenandoah, Iowa » (voir la liste des auteurs).